# SuperM
SuperM (kor. 슈퍼엠) – południowokoreański zespół popowy założony w 2019 roku przez SM Entertainment i Capitol Music Group. Grupa obejmuje siedmiu członków z czterech boysbandów SM Entertainment: Taemin z Shinee, Baekhyun i Kai z Exo, Taeyong i Mark z NCT 127 oraz Ten i Lucas z WayV. 4 października 2019 roku zadebiutowali z minialbumem zatytułowanym SuperM, który uplasował się na liście Billboard 200 na pierwszym miejscu, dzięki czemu SuperM zostali drugą grupą w historii z Korei Południowej, która zajęła pierwsze miejsce na tej liście, a także pierwszym debiutującym artystą.

## Członkowie
- Baekhyun (EXO) – lider
- Taemin (SHINee)
- Kai (EXO)
- Taeyong (NCT; NCT 127)
- Ten (NCT; WayV)
- Lucas (NCT; WayV)
- Mark (NCT; NCT 127; NCT Dream)

## Dyskografia

### Albumy studyjne
- Super One (2020)

### Minialbumy
| Rok  | Dane dot. albumu | Najwyższa pozycja | Najwyższa pozycja | Najwyższa pozycja | Najwyższa pozycja | Najwyższa pozycja | Najwyższa pozycja | Najwyższa pozycja | Sprzedaż                                                      |
| Rok  | Dane dot. albumu | KOR               | BEL (FL)          | CAN               | FRA               | JPN               | UK                | USA               | Sprzedaż                                                      |
| ---- | --- | ----------------- | ----------------- | ----------------- | ----------------- | ----------------- | ----------------- | ----------------- | ------------------------------------------------------------- |
| 2019 | SuperM - Wydany: 4 października 2019 (USA), 31 października 2019 (KOR) - Wytwórnia: SM Entertainment, Capitol Records - Format: CD, LP, digital download, streaming | 3                 | 130               | 38                | 11                | 7                 | 19                | 1                 | - KOR: 167 640+ - CHN: 73 500+ - JPN: 11 272+ - USA: 244 100+ |

### Single
- „Jopping” (2019)
- „100” (2020)
- „Tiger Inside” (kor. 호랑이) (2020)
- „One (Monster & Infinity)” (2020)

Single promocyjne
- „Let's Go Everywhere” (2019)
- „With You” (2019)

## Trasy koncertowe
- SuperM: We Are the Future Live (2019–2020)